# Gaál Erzsébet (hárfás)
Gaál Erzsébet magyar származású, Bloomingtonban, Indiana államban élő aktív hárfaművész, a Kodály-módszer szerint tanító zenepedagógus, a zenészekkel kapcsolatos egészségmegőrző eljárások kutatója. Tanulmányait Susann McDonald tiszteletbeli professzornál folytatta az Indianai Egyetemen. Zenei doktori címét hárfa-előadóművészi és hárfairodalom témában szerezte 2000-ben.

## Díjak
- Pro Artibus díj, 2006. (Artisjus Zenei Alapítvány, Budapest, Magyarország. A kortárs magyar zene külföldi megismertetéséért végzett 18 éves munkáért.)

## Diszkográfia
- Harpa Hungarica, 2001. (16-20. századi hárfás magyar zene)
- Harp Playing for Life, 2002. (Oktatóvideó a Kovács-módszerről)

## Fordítás
- Ez a szócikk részben vagy egészben a Erzsébet Gaál című angol Wikipédia-szócikk ezen változatának fordításán alapul.  Az eredeti cikk szerkesztőit annak laptörténete sorolja fel. Ez a jelzés csupán a megfogalmazás eredetét és a szerzői jogokat jelzi, nem szolgál a cikkben szereplő információk forrásmegjelöléseként.